# Karl Friedrich Schinkel
Karl Friedrich Schinkel, także Carl Friedrich Schinkel (ur. 13 marca 1781 w Neuruppinie, zm. 9 października 1841 w Berlinie) – niemiecki architekt, urbanista, projektant i malarz, jeden z wybitniejszych twórców klasycyzmu w Królestwie Prus, tworzący także w stylu arkadowym. Szkołą Schinkla (niem. Schinkelschule) nazwano działalność grupy niemieckich architektów kontynuujących styl Schinkla.

## Życiorys

### Dzieciństwo i wczesna młodość
Karl Friedrich Schinkel urodził się w rodzinie urzędnika kuratorium szkolnego jako drugie z pięciorga dzieci. W wieku sześciu lat stracił ojca, który zmarł wskutek zapalenia płuc jakiego nabawił się podczas akcji gaśniczej wielkiego pożaru w Neuruppinie. W 1794 rodzina przeprowadziła się do Berlina, gdzie Karl Friedrich zaczął uczęszczać do gimnazjum (niem. Berlinisches Gymnasium zum Grauen Kloster), które opuścił w 1798, by oddać się studiom architektonicznym.
Schinkel był wówczas pod wrażeniem rysunków Friedricha Gilly’ego, wschodzącego talentu niemieckiej architektury, który wygrał konkurs na projekt pomnika Fryderyka II Wielkiego (1797). Projekt Gilly’ego zakładał budowę Partenonu na planie ośmiokąta (późniejszego Leipziger Platz), lecz nigdy nie został zrealizowany. Pod wpływem prac Gilly’ego Schinkel postanowił zostać architektem i bardzo wcześnie zajął się rysunkiem.

### Studia
W 1798 Schinkel stał się uczniem Friedricha Gilly’ego i jego ojca Davida, z którymi się zaprzyjaźnił. Wraz z Friedrichem Gillym założył biuro architektoniczne Privatgesellschaft junger Architekten. Od 1798 uczęszczał do ich prywatnej szkoły budownictwa w Berlinie, gdzie podobnie jak inni studenci zamieszkał. W 1799, jako jeden z pierwszych studentów, podjął studia w nowo powstałej Berlińskiej Akademii Budownictwa, której współzałożycielem był David Gilly i gdzie obydwoje Gilly’owie wykładali. Studia zorientowane były na zajęcia praktyczne, jedynie zimą oferowano wykłady, lato studenci spędzali na budowach. Ponadto Schinkel uczestniczył w wykładach Akademii Sztuk Pięknych (niem. Akademie der Schönen Künste).
Nie wiadomo dokładnie, jak długo studiował. Jego nazwisko zniknęło z list studentów w 1800. Schinkel był jednak jednym z pierwszych, którzy złożyli egzaminy do służby państwowej, zdobywając tytuł kierownika budowy (niem. Bauleiter). Pozwoliło mu to na samodzielne prowadzenie budów. 3 sierpnia 1800 zmarł na gruźlicę w wieku 28 lat Friedrich Gilly, który swoje wszystkie rozpoczęte projekty zostawił do ukończenia Schinklowi. Schinkel kontynuował realizację prac Friedricha Gilly’ego pod kierunkiem Davida Gilly’ego, m.in. klasycystycznego pałacu w Owińskach pod Poznaniem. Jednak głównym źródłem dochodu okazały się drobne zlecenia, m.in. projektowanie naczyń.
Po opuszczeniu Akademii Schinkel pracował na prowincji, wznosząc budynki gospodarcze i przeprowadzając mniejsze przebudowy. Dzięki tym zleceniom oraz spadkowi udało się mu uzbierać odpowiednią kwotę pieniędzy, by studiować architekturę klasyczną we Włoszech.

### Malarstwo
W latach 1803–1805 Schinkel odbył podróż studialną do Włoch. Wraz ze swoim przyjacielem Gottfriedem Steinmeyerem udał się przez Drezno, Pragę i Wiedeń do Rzymu, gdzie poznał Wilhelma Humboldta oraz austriackiego pejzażystę Josepha Antona Kocha, który pozytywnie wyraził się o rysunkach miast i pejzażach Schinkla sporządzonych w trakcie podróży. Schinkel zamierzał, wzorem innych podróżujących artystów, opublikować swoje prace po powrocie do domu. Jeszcze przed wyjazdem, uzyskał zgodę berlińskiego wydawcy Johanna Friedricha Ungera na publikację szkiców architektonicznych. Z Rzymu Schinkel udał się do Neapolu i na Sycylię, a w drodze powrotnej do Prus odwiedził Paryż.
Po powrocie do Berlina zarabiał na życie jako malarz. Po klęsce sił pruskich króla Fryderyka Wilhelma III w czasie kampanii pruskiej w bitwie pod Jeną-Auerstedt, architekci nie mieli zbyt wielu zleceń. Chociaż plany publikacji rysunków z podróży nie doszły do skutku, to posłużyły do wykonania pierwszych obrazów (Antike Stadt an einem Berg, 1805) oraz dioram i panoram. W latach 1807–1815 Schinkel wykonał panoramy i dioramy dla Wilhelma Ernsta Gropiusa (1765–1852), który w dawnym domu Schinkla prowadził kawiarnię, a oprócz tego od 1806 fabrykę masek oraz teatr lalek. Syn Wilhelma, Carl Wilhelm Gropius (1793–1870), malarz dekoracji, wydawca i artysta sceniczny, należał do kręgu znajomych Schinkla. W Boże Narodzenie 1809 świąteczną dioramę Schinkla obejrzała rodzina królewska.
W 1809 wziął ślub z Susanne Berger, córką szczecińskiego kupca Georga Friedricha Bergera i Uranii Jacqueline Jeanson, którą poznał poprzez Gropiusa.

### Kariera
W 1810, dzięki protekcji Humboldta, Schinkel uzyskał nominację na stanowisko asesora budowlanego rządu pruskiego (niem. Geheimer Oberbauassessor) a jego głównym zadaniem była ocena państwowych projektów budowlanych według kryteriów estetyki i sztuki. Schinkel zajął się również sporządzaniem własnych projektów architektonicznych (wówczas powstały m.in. Petrikirche (1810), pierwotne mauzoleum królowej Luizy Pruskiej w parku pałacowym w Charlottenburgu (1810), pomnik ku czci poległych w wojnach VI koalicji antyfrancuskiej (1814)) i malarskich (m.in. Gotische Klosterruine und Baumgruppen (1809), Gotische Kirche hinter Bäumen (1810), Gotische Dom am Wasser (1814), Mittelalterliche Stadt an einer Fluß (1815)).
W 1815, po śmierci Paula Ludwiga Simonsa, Schinkel został nominowany na stanowisko tajnego radcy budowlanego (niem. Geheimer Oberbaurat), obejmując odpowiedzialność za wszelkie projekty budowlane na terenie Prus. W 1816 Fryderyk Wilhelm III zlecił Schinklowi przebudowę centrum Berlina, by uczcić zwycięstwo Prus nad Napoleonem. W tym kontekście powstały Nowy Odwach (niem. Neue Wache) czy Neues Schauspielhaus przy Gendarmenmarkt.
Poza działalnością w ramach obowiązków państwowych, Schinkel zajmował się zleceniami prywatnymi, m.in. również od członków rodziny królewskiej. By podołać zobowiązaniom architektonicznym, zatrudniał swoich uczniów, m.in. Wilhelma Stiera, Johanna Heinricha Stracka, Augusta Stülera czy Ludwiga Persiusa, którzy zajmowali się kierownictwem budów.
Ponadto Schinkel działał jako ekspert budowlany. W 1815 pojechał do Nadrenii, skąd właśnie wycofały się wojska francuskie, by sporządzić raport o stanie budowli państwowych. W raporcie Die Grundsätze zur Erhaltung alter Denkmäler und Altertüme in unserem Lande Schinkel rekomendował powołanie do życia instytucji państwowej zajmującej się konserwacją zabytków. W październiku 1815 król wydał rozporządzenie, by wszystkie większe przebudowy obiektów państwowych były konsultowane z główną dyrekcją budów, co zapoczątkowało politykę konserwacji zabytków na terenie Prus. Sam Schinkel sporządził wiele ekspertyz, m.in. katedry św. Piotra i NMP w Kolonii, w której zachowanie i dalszą budowę angażował się osobiście. Popierał ochronę historycznych budowli, działał przeciwko ich wyburzaniu i zlecił sporządzenie listy zabytków. W 1830 pracował nad rekonstrukcją zamku Stolzenfels nad Renem koło Koblencji. W 1820 został mianowany członkiem Akademii Sztuk w Berlinie i objął stanowisko wykładowcy w Akademii Budowlanej.
W związku z planami budowy muzeów w Berlinie, Schinkel pojechał w 1824 w podróż służbową do Włoch, by zebrać informacje na temat technik muzealnych i porządkowania zbiorów dzieł sztuki. Towarzyszył mu historyk sztuki i przyszły dyrektor galerii narodowej Gustav Waagen (1794–1868).
W 1826 Schinkel wraz ze swoim przyjacielem Christianem Peterem Wilhelmem Beuthem (1781–1853), zajmującym się zagadnieniami handlu oraz procesem uprzemysłowienia Prus w służbie Ministerstwa Handlu i Przemysłu, udał się w wielomiesięczną podróż przez Francję do Anglii i Szkocji, by studiować tam architekturę i nauki inżynieryjne. Oficjalnym pretekstem do odbycia tej podróży było zebranie informacji o działalności muzeów w Paryżu i Londynie, by wykorzystać je przy pracach nad Altes Museum. W Paryżu Schinkel spotkał się z wieloma architektami francuskimi, studiował zastosowanie żelaza w konstrukcjach kopuły panteonu czy dachu giełdy. W Wielkiej Brytanii spotkał się z Markiem Brunelem (1769–1849), który właśnie rozpoczynał drążenie tunelu pod Tamizą. Ponadto obejrzał nowe konstrukcje mostów Thomasa Telforda (1757–1834) w Yorku, Manchesterze, Edynburgu i Glasgow. Wrażenia z podróży Schinkel opisał w swoich dziennikach, listach i szkicach.
W 1830, po śmierci Johanna Alberta Eytelweina, Schinkel objął dyrekcję berlińskiego urzędu budowlanego (niem. Oberbaudirektor), a w 1838 powierzono mu stanowisko dyrektora generalnego pruskiego urzędu budownictwa (niem. Oberlandesbaudirektor).

### Choroba i śmierć

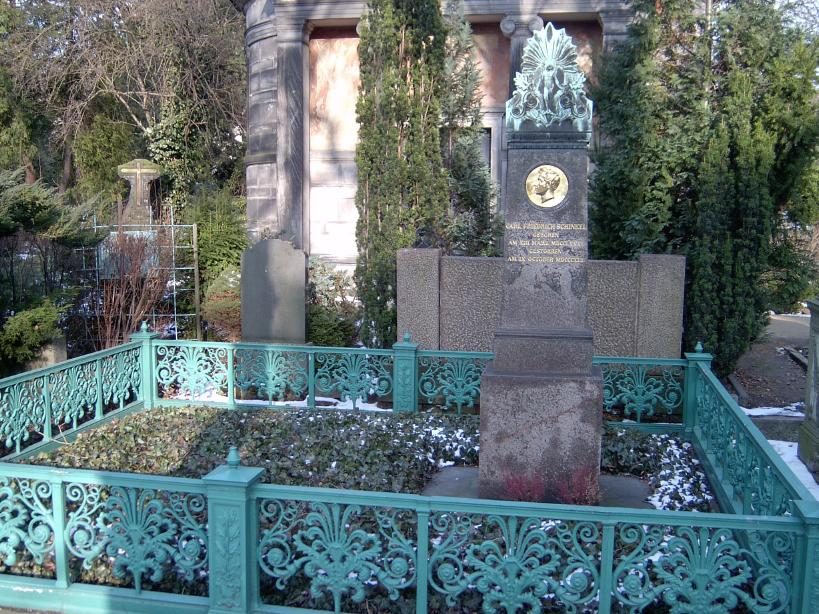
Nagrobek Karla Friedricha Schinkla na cmentarzu Friedhof der Dorotheenstädtischen und Friedrichswerderschen Gemeinden

Pierwsze problemy ze zdrowiem (najprawdopodobniej w wyniku przepracowania) wystąpiły w 1824, a od 1828 Schinkel zmuszony był do odbywania regularnych kuracji, które jednak przynosiły jedynie krótkotrwałe polepszenie jego stanu zdrowia.
Pod koniec lat 30. XIX w. Schinkel zapadł na zdrowiu. We wrześniu 1840 przeszedł udar mózgu, po którym był prawostronnie sparaliżowany, cierpiał na zaburzenia mowy, a następnie zapadł w śpiączkę, z której się nigdy nie obudził. Zmarł 9 października 1841 w swoim mieszkaniu służbowym w berlińskiej Akademii Budownictwa. Przeprowadzona obdukcja jako przyczynę udaru wykazała zaawansowaną miażdżycę tętnic mózgowych.
Schinkel został pochowany jako zasłużony dla miasta Berlina na cmentarzu Friedhof der Dorotheenstädtischen und Friedrichswerderschen Gemeinden w kwaterze CAL G1. Jego nagrobek zdobi medalion z portretem architekta dłuta Augusta Kissa.

## Działalność
Schinkel zaprojektował wiele budowli, zarówno w samym Berlinie, jak i na całym terenie Prus. Niektóre z jego projektów weszły do europejskiego kanonu architektury neoklasycystycznej. Oprócz działalności architektonicznej, zajmował się również malarstwem, projektowaniem wnętrz oraz sztuką użytkową.

### Architektura

#### Klasycyzm
W pracach Schinkla widać wpływ klasycyzmu Friedricha Gilly’ego. Jego klarowne formy, będące w opozycji do barokowych wypukłości i wklęsłości, doskonale oddawały ducha pruskiego klasycyzmu. Dla kontrastu z kojarzonym z niedawnymi francuskimi okupantami stylem empire, projekty Schinkla nawiązywały raczej do architektury greckiej niż rzymskiej. Architekt uważany jest za jednego z protagonistów nurtu określanego ang. terminem greek revival.
Duży wpływ na prace Schinkla i jemu współczesnych miało wydane w 1762 dzieło historyków architektury Jamesa Stuarta i Nicholasa Revetta The Antiquities of Athens. Forma, masa, detale oraz zastosowanie elementów antycznych przestały być zależne jedynie od talentu i fantazji projektującego. O ile jeszcze doryckie kolumny Bramy Brandenburskiej Carla Gottharda Langhansa z 1788 otrzymały bazy, o tyle, dzięki głębokiej wiedzy architektury antycznej, kolumny doryckie Schinkla odwachu straży królewskiej (niem. Neue Wache) w Berlinie z 1818 zaprojektowane były prawidłowo – bez baz.
Najbardziej znane budowle Schinkla znajdują się w Berlinie i okolicy, m.in. budynek teatru (niem. Neues Schauspielhaus przy Gendarmenmarkt) zbudowany w latach 1819–1821 a zrekonstruowany po zniszczeniach wojennych w latach 80. XX w. czy gmach Altes Museum na Wyspie Muzeów (1823–1830), pierwszego muzeum otwartego dla publiczności w Berlinie, bazującego na wspólnym projekcie Schinkla i Johanna Carla Ludwiga Schmida.
W 1825, na zlecenie króla Fryderyka Wilhelma III, powstał projekt tzw. kościoła Schinkla (niem. Normalkirche Schinkels), który zrealizowano w wielu miasteczkach Prus, np. w Lütte, Heudeber czy Schönwalde. Wzorem dla tego projektu był ukończony w 1824 kościół św. Mikołaja w magdeburskiej dzielnicy Neue Neustadt.
W latach 1827–1828 Schinkel zaprojektował pierwszy dom handlowy, który miał stanąć przy Unter den Linden, jednak projekt ten nie został nigdy zrealizowany.

#### Neogotyk
Obok budowli klasycystycznych, Schinkel opracowywał projekty nawiązujące do gotyku – w stylu neogotyckim, wyprzedzając tym samym późniejszy nurt historyzmu. Jednym z pierwszych dzieł neogotyckich był pałac Ehrenburg w Coburgu. Kolejną realizacją był kościół w Berlinie-Friedrichswerder (niem. Friedrichswerdersche Kirche) – pierwsza w tym mieście budowla sakralna z nieotynkowanej cegły od czasów średniowiecza. Jednym z najbardziej innowacyjnych budynków Schinkla, a zarazem uwieńczeniem jego berlińskiej działalności był nieistniejący od dawna gmach Akademii Budownictwa (1832–1835) z fasadą z cegły klinkierowej, zdobionej reliefami z terakoty.

#### Praca teoretyczna
Schinkel miał także wkład do teorii architektury. Znany jest jako autor dwóch prac (Sammlung architektonischer Entwürfe i Werke der höheren Baukunst) o charakterze teoretycznym, zawierających, między innymi, niezrealizowane, monumentalne projekty architektoniczne – projekt budowy pałacu na ateńskim Akropolu dla króla Grecji Ottona, a także rezydencji carów Rosji w Oriandzie na Krymie.
Schinkel, wspierany przez Beutha, pracował również nad podręcznikiem architektury Das architektonische Lehrbuch, którego nigdy nie ukończył. Czterotomowe dzieło zostało wydane po jego śmierci pod redakcją zięcia Schinkla Alfreda von Wolzogena (1862–1864), który pozwolił sobie na liczne skróty oraz dowolność w aranżacji rysynków, oddzielając je od tekstów i zaburzając ich chronologię. Teksty i szkice Schinkla doczekały się uporządkowania przez Goerda Petschkena, który sklasyfikował je według pięciu okresów (1803–1840): romantycznego (1803–1805), narodowo-romantycznego (1810–1815), klasycystycznego (ok. 1825), „technicznego” (ok. 1830) oraz „legitymistycznego” (ok. 1835).
Ponadto Schinkel współpracował z Beuthem nad podręcznikiem dla przyszłych inżynierów i rzemieślników Vorbilder für Fabrikanten und Handwerker, który ukazał się drukiem w 1821, stając się standardowym podręcznikiem studentów Akademii Budownictwa.

### Malarstwo, dekoracje teatralne i sztuka użytkowa

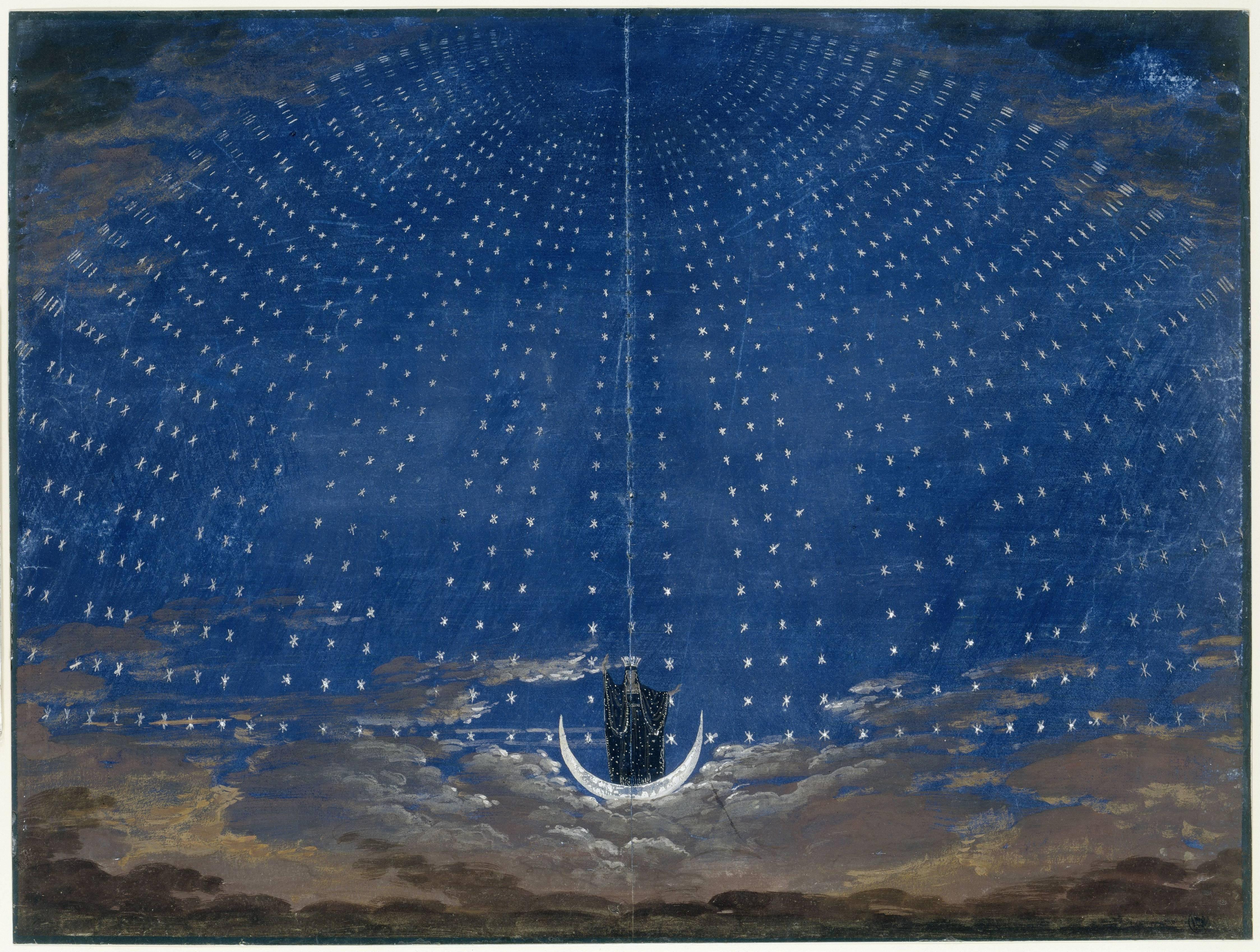
Dekoracje do opery Czarodziejski flet

Początkowe działania malarskie Schinkla pozostawały pod wpływem prac Friedricha – Schinkel malował głównie pejzaże. W pracach malarskich Schinkel częściowo rozwijał rozwiązania architektoniczne, które później wykorzystywał w swoich projektach. Jego obrazy często ukazywały miasta idealne. Na berlińskiej wystawie sztuki w 1810 Schinkel przedstawił litografię Gotycka katedra za drzewami. W 1811 został członkiem Królewskiej Pruskiej Akademii Sztuki.
W najbardziej monumentalnym obrazie Spojrzenie na złoty wiek Grecji (1825), Schinkel przedstawił naturę i działalność człowieka w pełnej harmonii. Na pierwszym planie widać półnagich herosów pracujących przy budowie jońskiej świątyni, w tle znajduje się greckie miasto. Obraz był prezentem ślubnym od miasta Berlina dla księżniczki Luizy. Od czasów II wojny światowej uważany za zaginiony. Obecnie, obrazy Schinkla znajdują się w Starej Galerii Narodowej w Berlinie (sala 3.05).
Schinkel wykonał również dekoracje teatralne do ponad 40 sztuk, m.in. do oper Christopha Willibalda Glucka (1714–1787) Ifigenia w Aulidzie (fr. Iphigénie en Aulide) w 1802 i Mozarta (1756–1791) Czarodziejski flet (niem. Die Zauberflöte) w 1816.
Od 1823 do śmierci zajmował się monumentalnym cyklem fresków we wnętrzach Altes Museum. W 1825 ukończył swój ostatni obraz wielkoformatowy Blick in Griechenlands Blüte, idealizujący architekturę antyczną.
Schinkel projektował również wnętrza pałacowe (np. w pałacu Charlottenhof) oraz meble (np. stolik z blatem z lazurytu w apartamencie wschodnim w Nowej Oranżerii). Popularne XX-wieczne projekty ławek parkowych o żeliwnych podstawach z drewnianymi siedziskami i oparciami przypominają XIX-wieczne prace Schinkla.
Ponadto Schinkel projektował również odznaczenia wojskowe. W 1813 wykonał projekt Krzyża Żelaznego według koncepcji Fryderyka Wilhelma III. W 1814 opracował projekt damskiego odznaczenia Orderu Luizy, nadawanego wyłącznie kobietom za opiekę nad chorymi i rannymi.

### Ochrona zabytków
Schinkel uważany jest za pioniera naukowego podejścia do zagadnień konserwacji zabytków. Jako pierwszy postulował wykonywanie inwentaryzacji przed rozpoczęciem prac konserwatorskich. Nadzorował, między innymi, roboty konserwatorskie na zamku w Malborku oraz w okresie 1819-1824 restaurację stargardzkiego kościoła Mariackiego.

## Dzieła
Architekt chętnie przyjmował zlecenia arystokracji na budowę bądź przebudowę pałaców i zamków. Projektował budowę pałaców w Antoninie i Owińskach. Jego szkice wykorzystano przy przebudowie zamku w Kórniku. Zleceniodawcami Schinkla była także pruska rodzina królewska, dla której przebudował pałac Charlottenhof w Poczdamie i Charlottenburgu (Nowy Pawilon). Był współtwórcą projektu poczdamskiego zamku Babelsberg.
Według projektów Schinkla zbudowano gmach pijalni wód Elisenbrunnen w Akwizgranie, odwach staromiejski w Dreźnie, a także ratusze w Kołobrzegu i Oławie (przebudowa). Schinkel nie stronił również od budownictwa sakralnego – według jego projektów wybudowano szereg berlińskich kościołów: św. Pawła w dzielnicy Wedding, św. Jana na Moabicie, św. Elżbiety przy Invalidenstrasse i kościół Nazaretanek w dzielnicy Wedding. Jego autorstwa jest również projekt kościołów św. Mikołaja w Poczdamie czy św. Marcina w Krzeszowicach. Zaprojektowane przez Schinkla kościoły w Lidzbarku Warmińskim i Ornecie są obecnie wykorzystywane jako cerkwie, kościół w Dobrym Mieście jako biblioteka, a dawny kościół ewangelicki w Bystrzycy Kłodzkiej – jako siedziba Muzeum Filumenistycznego.
W Bydgoszczy Schinkel zaangażowany był w projekt gmachu Rejencji (1834–1836), a w pobliskim Ostromecku pałacu Jakuba Marcina.
Schinkel jest także autorem projektu pomnika feldmarszałka Kutuzowa w Bolesławcu. Architekt nie stronił również od mniejszych form architektonicznych, projektując m.in. studzienkę św. Ottona z Bambergu w Pyrzycach.
Pałac w Kamieńcu Ząbkowickim (1838) – rezydencja Marianny Orańskiej i Albrechta Hohenzollerna – był ostatnim udokumentowanym projektem schorowanego architekta. Przypisuje mu się jeszcze opracowanie przebudowy pałacu w Zatoniu na kilka miesięcy przed śmiercią; nie mógł być jednak autorem tego projektu, bowiem kiedy właścicielka przystąpiła do przebudowy w 1841, Schinkel przebywał już w wielomiesięcznej śpiączce, z której się nie wybudził.
Sporządzenie pełnej listy budowli wzniesionych lub przebudowanych według projektów Schinkla jest zadaniem trudnym z uwagi na brak pełnej dokumentacji ingerencji Schinkla w projekty innych architektów przedkładanych mu do zaakceptowania w Urzędzie Budowlanym – stąd wiele projektów jest mu przypisywanych. Ponadto wiele z jego realizacji zostało przebudowanych w okresie późniejszym, zniszczonych podczas działań wojennych lub wyburzonych.

### Budowle na terenie Niemiec

#### Budowle na terenie Berlina i Poczdamu
Poniższa lista sporządzona na podstawie informacji zamieszczonych w przewodniku po dziełach Schinkla autorstwa Cramera i innych z 2008, przedstawia wszystkie zrealizowane projekty Schinkla, które zachowały się do dziś. Lista nie obejmuje pomników nagrobnych projektu Schinkla.
| Projekt        | Realizacja | Obiekt | Zdjęcie |
| -------------- | ---------- | --- | ------- |
| 1800           | 1801       | Świątynia Pomony na wzgórzu Pfingstberg w północnym Poczdamie                                                                               |         |
| 1816           | 1816–1818  | Nowy Odwach przy Unter den Linden w Berlinie                                                                                                |         |
| Od 1817        | 1818–1821  | Schauspielhaus przy Gendarmenmarkt w Berlinie                                                                                               |         |
| 1817–1824      | 1824–1830  | Friedrichswerdersche Kirche w Berlinie |         |
| 1817           | 1817–1821  | Pomnik narodowy ku czci poległych w wojnach VI koalicji antyfrancuskiej w berlińskiej dzielnicy Kreuzberg                                   |         |
| 1819           | 1820–1824  | Przebudowa pałacu Tegel w Berlinie, na zlecenie Wilhelma von Humboldta                                                                      |         |
| 1819           | 1821–1824  | Schloßbrücke w Berlinie |         |
| 1822–1823      | 1824–1830  | Stare Muzeum w Berlinie |         |
| 1823–1826      | 1823–1826  | Budowa wieży i przebudowa kościoła Luizy w Berlinie                                                                                         |         |
|                | 1824–1825  | Nowy Pawilon w parku pałacowym w Berlinie-Charlottenburgu (projekt budowli oraz wnętrz) (zniszczony w 1943, odbudowany w 1970)              |         |
| 1824–1826      | 1824–1826  | Rozbudowa domu rycerskiego (niem. Kavaliershaus) na Pawiej Wyspie na Haweli w południowo-zachodnim Berlinie (dzielnica Steglitz-Zehlendorf) |         |
| 1824–1827      | 1824–1827  | Przebudowa pałacu Klein-Glienicke w Berlinie                                                                                                |         |
|                | 1824–1840  | Zespół zabudowań łaźni rzymskich w parku Sanssouci w Poczdamie                                                                              |         |
| 1825–1826      | 1826–1827  | Przebudowa i projekty wnętrz pałacu Charlottenhof w parku Sanssouci w Poczdamie                                                             |         |
| 1825–1826 1834 | 1834–1835  | Zamek Babelsberg w Poczdamie (w latach 1844–1849 część zamku została przebudowana przez Persiusa, Gebhardta, Stracka i Gottgetreua)         |         |
| 1828           | 1826–1829  | Zmiany w projekcie architektury wnętrz cerkwi św. Aleksandra Newskiego w Poczdamie                                                          |         |
| 1828–1832      | 1830–1835  | Kościół św. Elżbiety przy Invalidenstrasse w Berlinie                                                                                       |         |
| 1829           | 1830–1835  | Kościół św. Mikołaja w Poczdamie |         |
| 1829           | 1829–1830  | Dom Szwajcarski na Pawiej Wyspie |         |
| 1832           | 1832–1835  | Kościół św. Jana w berlińskiej dzielnicy Moabit                                                                                             |         |
| 1832           | 1832–1835  | Alte Nazarethkirche w berlińskiej dzielnicy Wedding                                                                                         |         |
| 1832           | 1832–1835  | Kościół św. Pawła w berlińskiej dzielnicy Wedding                                                                                           |         |

Ponadto w 1831 Schinkel zaprojektował gmach Akademii Budownictwa w Berlinie, zbudowany w latach 1832–1836, który spłonął w czasie II wojny światowej i został ostatecznie wyburzony w roku 1962. Na 2020 lub 2021 rok jest planowana jego odbudowa.

#### Budowle na terenie Brandenburgii
Poniższa lista sporządzona na podstawie informacji zamieszczonych w przewodniku po dziełach Schinkla autorstwa Bernharda z 2006, przedstawia wszystkie zrealizowane projekty Schinkla, które zachowały się do dziś.
| Projekt               | Realizacja      | Obiekt | Zdjęcie |
| --------------------- | --------------- | --- | ------- |
| 1801                  | 1802–1803       | Dom zarządcy folwarku Bärwinkel koło Neuhardenberga |         |
| 1802                  | 1802–1803       | Kościół w Neuhardenbergu |         |
| 1802                  | 1809, 1814–1817 | Zabudowania folwarku Behlendorf koło Müncheberga |         |
| 1810                  | 1811            | Nagrobek dla Luizy Pruskiej w Gransee (odlany z żeliwa według projektu Schinkla w Królewskiej Pruskiej Odlewni (niem. Königlich Preußische Eisengießerei)) |         |
| 1810–1811             | 1812–1815       | Wieża kościoła św. Andrzeja w Teltow |         |
| po 1813 (?)           | przed 1819 (?)  | Cenotaf Franza Johanna Ludwiga Alberthala w Gölsdorfie w gminie Niedergörsdorf                                                                             |         |
| 1817–1818             | przed 1820      | Kościół ewangelicki w Großbeeren |         |
| 1819, 1824, 1826–1827 | 1828–1829       | Wieża kościoła mariackiego w Münchebergu |         |
| 1820                  | 1821–1822       | Przebudowa pałacu Neuhardenberg na zlecenie Karla Augusta von Hardenberga                                                                                  |         |
| 1826                  | 1828–1832       | Kościół ewangelicki w Petzow |         |
| 1838–1840             | 1841–1842       | Kościół ewangelicki w Straupitz |         |

#### Budowle na terenie Saksonii-Anhalt
Poniższa lista sporządzona na podstawie informacji zamieszczonych w przewodniku po dziełach Schinkla autorstwa Bernharda z 2006, przedstawia wszystkie zrealizowane projekty Schinkla, które zachowały się do dziś.
| Projekt        | Realizacja                      | Obiekt                                                                         | Zdjęcie |
| -------------- | ------------------------------- | ------------------------------------------------------------------------------ | ------- |
| 1817–1818      | 1818 (odlew) 1821 (poświęcenie) | Baldachim nad pomnikiem Marcina Lutra w Wittenberdze                           |         |
| 1817–1818 1821 | 1821–1824                       | Kościół św. Mikołaja w Magdeburgu                                              |         |
| 1823           | 1823                            | Malowidła w sali domu zdrojowego w Bad Lauchstädt                              |         |
| 1833           | 1837                            | Pomnik króla Gustawa II Adolfa w Lützen                                        |         |
| 1833           | 1841                            | Nagrobek i pomnik hrabiego Augusta Neidhardta von Gneisenau w Sommerscherburgu |         |
| po 1830        | 1835                            | Pomnik nagrobny Friedricha Delbrücka w Zeitz                                   |         |

#### Budowle na terenie Meklemburgii-Pomorza Przedniego
Poniższa lista sporządzona na podstawie informacji zamieszczonych w przewodniku po dziełach Schinkla autorstwa Bernharda z 2006, przedstawia wszystkie zrealizowane projekty Schinkla, które zachowały się do dziś.
| Projekt | Realizacja | Obiekt                                                                 | Zdjęcie |
| ------- | ---------- | ---------------------------------------------------------------------- | ------- |
| 1826    | 1827–1829  | Latarnia morska Alter Leuchtturm na przylądku Arkona w północnej Rugii |         |

#### Budowle na terenie Saksonii
Poniższa lista sporządzona na podstawie informacji zamieszczonych w przewodniku po dziełach Schinkla autorstwa Bernharda z 2006, przedstawia wszystkie zrealizowane projekty Schinkla, które zachowały się do dziś.
| Projekt | Realizacja | Obiekt                                                                | Zdjęcie |
| ------- | ---------- | --------------------------------------------------------------------- | ------- |
| 1831    | 1831–1836  | Portal gmachu Augusteum uniwersytetu w Lipsku                         |         |
| 1830    | 1831–1832  | Odwach Staromiejski (niem. Altstädtische Hauptwache) w Dreźnie        |         |
| 1833    | 1834–1837  | Przebudowa fasady zachodniej kościoła św. Jana w Zittau (pol. Żytawa) |         |

#### Budowle na terenie Turyngii
Poniższa lista sporządzona na podstawie informacji zamieszczonych w przewodniku po dziełach Schinkla autorstwa Bernharda z 2006, przedstawia wszystkie zrealizowane projekty Schinkla, które zachowały się do dziś.
| Projekt   | Realizacja    | Obiekt | Zdjęcie |
| --------- | ------------- | --- | ------- |
| 1835–1836 | 1838–1840 (?) | Pokój upamiętniający Johanna Wolfganga Goethego (niem. Goethezimmer) w zachodnim skrzydle pałacu (niem. Weimarer Stadtschloss) w Weimarze |         |
| 1821      | 1822–1823     | Pomnik księcia Ludwika Ferdynanda (I) Hohenzollerna w Wöhlsdorf k. Saalfeld/Saale                                                         |         |

#### Budowle na terenie Niemiec południowych (Bawarii, Hesji, Badenii-Wirtembergii)
Poniższa lista sporządzona na podstawie informacji zamieszczonych w przewodniku po dziełach Schinkla autorstwa Bernharda z 2006, przedstawia wszystkie zrealizowane projekty Schinkla, które zachowały się do dziś.
| Projekt   | Realizacja | Obiekt                                | Zdjęcie |
| --------- | ---------- | ------------------------------------- | ------- |
| 1811–1815 | 1821–1841  | Przebudowa pałacu Ehrenburg w Coburgu |         |

#### Budowle na terenie Saary
Poniższa lista sporządzona na podstawie informacji zamieszczonych w przewodniku po dziełach Schinkla autorstwa Bernharda z 2006, przedstawia wszystkie zrealizowane projekty Schinkla, które zachowały się do dziś.
| Projekt | Realizacja | Obiekt                                                               | Zdjęcie |
| ------- | ---------- | -------------------------------------------------------------------- | ------- |
| 1821    | 1823–1824  | Kościół ewangelicki w dzisiejszej dzielnicy Saarbrücken Bischmisheim |         |
| 1838    | 1838       | Figura króla Jana Luksemburskiego na szczycie fontanny w Mettlach    |         |

#### Budowle na terenie Nadrenii-Palatynatu
Poniższa lista sporządzona na podstawie informacji zamieszczonych w przewodniku po dziełach Schinkla autorstwa Bernharda z 2006, przedstawia wszystkie zrealizowane projekty Schinkla, które zachowały się do dziś.
| Projekt  | Realizacja | Obiekt                                                               | Zdjęcie |
| -------- | ---------- | -------------------------------------------------------------------- | ------- |
| 1835 (?) | 1838       | Przebudowa klasztoru w Kastel-Staadt                                 |         |
| 1825     | 1835–1839  | Przebudowa XIII-wiecznego zamku Stolzenfels nad Renem koło Koblencji |         |

#### Budowle na terenie Nadrenii Północnej-Westfalii
Poniższa lista sporządzona na podstawie informacji zamieszczonych w przewodniku po dziełach Schinkla autorstwa Bernharda z 2006, przedstawia wszystkie zrealizowane projekty Schinkla, które zachowały się do dziś.
| Projekt       | Realizacja | Obiekt                                    | Zdjęcie |
| ------------- | ---------- | ----------------------------------------- | ------- |
| ok. 1815–1820 | 1820–1822  | Kościół ewangelicki w Wesel-Büderich      |         |
| ok. 1815–1820 | 1819–1821  | Kościół św. Piotra w Wesel-Büderich       |         |
| 1823–1824     | 1825–1827  | Pijalnia wód Elisenbrunnen w Akwizgranie  |         |
| 1834–1836     | 1838–1841  | Nagrobek Bartholda Georga Niebuhra w Bonn |         |
| 1833          | 1834–1825  | Pomnik oficerów regimentu Schilla w Wesel |         |
| 1836–1837     | 1839–1844  | Kongressdenkmal w Akwizgranie             |         |

### Budowle na terenie Polski

#### Budowle na terenie województwa wielkopolskiego
Poniższa lista sporządzona na podstawie informacji zamieszczonych w przewodniku po dziełach Schinkla autorstwa Bernharda z 2006, przedstawia wszystkie zrealizowane projekty Schinkla, które zachowały się do dziś.
| Projekt        | Realizacja | Obiekt                                                                                       | Zdjęcie |
| -------------- | ---------- | -------------------------------------------------------------------------------------------- | ------- |
| ok. 1801–1803  | 1804–1806  | Pałac w Owińskach koło Poznania (razem z Ludwigiem Catelem), dla rodziny von Treskow         |         |
| 1820           | 1822–1824  | Pałacyk myśliwski w Antoninie koło Ostrowa Wielkopolskiego, dla księcia Antoniego Radziwiłła |         |
| 1824 1825 1836 | 1840–1842  | Dawny kościół ewangelicki w Gnieźnie                                                         |         |
| 1825           | 1827–1830  | Dawny kościół ewangelicki w Śmiglu                                                           |         |
| 1827 1829      | 1830–1832  | Dawny kościół ewangelicki w Wolsztynie                                                       |         |
| 1828           | 1828–1831  | Dawny kościół ewangelicki, obecnie kościół św. Stanisława Kostki w Złotowie                  |         |
| 1828           | 1838–1846  | Kościół św. Stanisława Biskupa w Buku                                                        |         |
| 1828           | 1843–1858  | Przebudowa zamku w Kórniku przy wykorzystaniu szkiców Schinkla                               |         |
| 1828–1829      | 1838–1840  | Dawny kościół ewangelicki w Międzychodzie                                                    |         |
| 1830-1836      | 1836       | Pałac arcybiskupi w Gnieźnie                                                                 |         |
| 1833–1834 (?)  | 1825       | Mauzoleum dla księcia Antoniego Radziwiłła w Antoninie koło Ostrowa Wielkopolskiego          |         |

Ponadto Georg Dehio wylicza następujące budowle, które prawdopodobnie powstały na podstawie planów Schinkla:
- 1835 (1850): Herrenhaus w Sypniewie[91]
- 1846–1847: kościół w Krajence (na podstawie planów Schinkla)

#### Budowle na terenie województwa lubuskiego
Poniższa lista sporządzona na podstawie informacji zamieszczonych w przewodniku po dziełach Schinkla autorstwa Bernharda z 2006, przedstawia wszystkie zrealizowane projekty Schinkla, które zachowały się do dziś.
| Projekt        | Realizacja | Obiekt                                                  | Zdjęcie |
| -------------- | ---------- | ------------------------------------------------------- | ------- |
| 1816–1818      |            | Kościół w Słońsku (wieża zaprojektowana przez Schinkla) |         |
| 1828           | 1828–1832  | kościół i plebania w Międzyrzeczu                       |         |
| poł. lat 1830. | do 1837    | Kościół w Gliśnie                                       |         |

Möller podaje, że Schinkel sporządził również w 1813 projekt nagrobka Weroniki Röstel na starym cmentarzu w Gorzowie Wielkopolskim.
Dotychczas nie potwierdzono, by neogotycki kościół św. Andrzeja w Krośnie Odrzańskim (niem. Crossen an der Oder) zbudowany w latach 1825–1827, został wzniesiony na bazie projektu Schinkla.
Schinkel dokonał poprawek w projekcie kościoła w Torzymiu (1828–1834). Zbudowany w latach 1837–1843 kościół w Rogozińcu jest jedynie wariantem Normalkirche Schinkels.

#### Budowle na terenie województwa dolnośląskiego
Poniższa lista sporządzona na podstawie informacji zamieszczonych w przewodniku po dziełach Schinkla autorstwa Bernharda z 2006, przedstawia wszystkie zrealizowane projekty Schinkla, które zachowały się do dziś.
| Projekt | Realizacja     | Obiekt | Zdjęcie |
| ------- | -------------- | --- | ------- |
| 1819    | 1819           | Pomnik feldmarszałka Michaiła Kutuzowa w Bolesławcu                                                                 |         |
| 1822    | 1823 1825      | Dawny kościół ewangelicki – obecnie Muzeum Filumenistyczne w Bystrzycy Kłodzkiej                                    |         |
| 1827    | 1828 1832      | Dawny kościół ewangelicki w Dobromierzu – obecnie kościół rzymskokatolicki Świętych Piotra i Pawła                  |         |
| 1836    | 1836 1838–1840 | Dawny kościół ewangelicki – obecnie kościół katolicki pod wezwaniem Najświętszego Serca Pana Jezusa w Mysłakowicach |         |
| 1838    | 1838–1873      | Pałac w Kamieńcu Ząbkowickim                                                                                        |         |

Schinkel był również zaangażowany w powstanie projektów następujących budowli:
- 1813: pomnika archanioła Michała upamiętniającego księcia Leopolda von Hessen Homburg (brata Marianny, żony Wilhelma von Hohenzolerna – brata króla Prus Fryderyka Wilhelma III) w parku przy zamku w Karpnikach w Karpnikach
- 1823–1824: ratusza w Oławie (według wskazówek Schinkla)
- 1831–1834: ratusza w Głogowie (poprawki projektu)
- 1832: kościoła w Olesznie Podgórskiej (projekt Augusta Sollera(inne języki) przerobiony przez Schinkla)
- 1833–1835: kościoła przypałacowego w Oławie (widoczne wpływy Schinkla)
- 1833–1836: ewangelickiego kościoła św. Elżbiety w Kątach Wrocławskich
- 1836–1841: fasady ogrodowej klasztoru benedyktynów w Legnickim Polu (przebudowa)

Ponadto Georg Dehio wylicza następujące budowle, które prawdopodobnie powstały na bazie planów Schinkla:
- 1826: kościół we wsi Grodziec
- 1830: mauzoleum rodu Yorck von Wartenburg przy pałacu w Oleśnicy Małej
- 1831–1837: zamek Leśna na Szczytniku (589 m n.p.m.) w południowej części Gór Stołowych (przebudowa w stylu neogotyckim)

#### Budowle na terenie województwa opolskiego
Poniższa lista sporządzona na podstawie informacji zamieszczonych w przewodniku po dziełach Schinkla autorstwa Bernharda z 2006, przedstawia wszystkie zrealizowane projekty Schinkla, które zachowały się do dziś.
| Projekt | Realizacja | Obiekt                       | Zdjęcie |
| ------- | ---------- | ---------------------------- | ------- |
| 1818    | 1821       | Kościół ewangelicki w Ozimku |         |
| 1822    | 1823–1825  | Kościół w Wójcicach          |         |

#### Budowle na terenie województwa małopolskiego
Poniższa lista sporządzona na podstawie informacji zamieszczonych w przewodniku po dziełach Schinkla autorstwa Bernharda z 2006, przedstawia wszystkie zrealizowane projekty Schinkla, które zachowały się do dziś.
| Projekt | Realizacja | Obiekt                              | Zdjęcie |
| ------- | ---------- | ----------------------------------- | ------- |
| 1823    | 1824–1844  | Kościół św. Marcina w Krzeszowicach |         |

Ponadto Schinkel sporządził projekt pałacu w Krzeszowicach na zlecenie Artura Stanisława Potockiego, który jednak nie został zrealizowany.

#### Budowle na terenie województwa śląskiego
Poniższa lista sporządzona na podstawie informacji zamieszczonych w przewodniku po dziełach Schinkla autorstwa Bernharda z 2006, przedstawia wszystkie do tej pory zachowane dzieła Schinkla, które zostały zrealizowane według planów architekta.
| Projekt | Realizacja | Obiekt                 | Zdjęcie |
| ------- | ---------- | ---------------------- | ------- |
| 1823    | 1824–1844  | gmach sądu w Raciborzu |         |

#### Budowle na terenie województwa zachodniopomorskiego
Poniższa lista sporządzona na podstawie informacji zamieszczonych w przewodniku po dziełach Schinkla autorstwa Bernharda z 2006, przedstawia wszystkie zrealizowane projekty Schinkla, które zachowały się do dziś.
| Projekt   | Realizacja | Obiekt                                               | Zdjęcie |
| --------- | ---------- | ---------------------------------------------------- | ------- |
| 1819 1828 | 1829–1832  | Kościół pw. Podwyższenia Krzyża Świętego w Czaplinku |         |
| 1823      | 1824       | Studzienka św. Ottona z Bambergu w Pyrzycach         |         |
| po 1826   | 1829–1832  | Ratusz w Kołobrzegu                                  |         |

Ponadto Hans Vogel wymienia następujące budowle jako dzieła Schinkla:
- wieżę Sanktuarium Matki Bożej Brzeskiej w Brzesku (1817)
- kościoły w Tarnowie, Lestkowie, Białym Zdroju, Chwalimie, Cybowie, Krzemieniu

#### Budowle na terenie województwa kujawsko-pomorskiego
Poniższa lista sporządzona na podstawie informacji zamieszczonych w przewodniku po dziełach Schinkla autorstwa Bernharda z 2006, przedstawia wszystkie zrealizowane projekty Schinkla, które zachowały się do dziś.
| Projekt | Realizacja | Obiekt                           | Zdjęcie |
| ------- | ---------- | -------------------------------- | ------- |
| 1819    | 1820–1824  | Kościół Trójcy Świętej w Toruniu |         |

Schinkel był również zaangażowany w powstanie projektów następujących budowli:
- 1828: gmachu rejencji w Bydgoszczy (budowa: 1834–1837)
- 1821: kościoła w Jeżewie (budowa:1822–1824; przebudowa: ok. 1900)
- 1829: kościoła w Kokocku (budowa: 1833–1834)
- kościoła w Przysiersku (plany z poprawkami Schinkla; budowa 1822–1823)

Schinkel mógł być zaangażowany w projekt:
- 1835–1837: kościoła pw. św. Jakuba Apostoła w Tucholi

Ponadto Georg Dehio wylicza następujące budowle, które powstały na bazie planów Schinkla:
- 1810: kościół w Straszewie (wieża zaprojektowana przez Schinkla)
- 1840: klasycystyczny pałac Jakuba Marcina Schönborna w Ostromecku

#### Budowle na terenie województwa pomorskiego
Poniższa lista sporządzona na podstawie informacji zamieszczonych w przewodniku po dziełach Schinkla autorstwa Bernharda z 2006, przedstawia wszystkie zrealizowane projekty Schinkla, które zachowały się do dziś.
| Projekt | Realizacja | Obiekt                                       | Zdjęcie |
| ------- | ---------- | -------------------------------------------- | ------- |
| 1834    | 1835–1837  | Gmach dawnego gimnazjum miejskiego w Gdańsku |         |

Schinkel był również zaangażowany w powstanie projektów następujących budowli:
- 1819: Kościoła św. Jana Bosko w gdańskiej dzielnicy Oruni
- 1824: kościoła ewangelickiego na terenie zamku w Człuchowie
- 1832–1833: kościoła w Borzechowie
- 1835–1838: gmachu gimnazjum w Kwidzynie

#### Budowle na terenie województwa warmińsko-mazurskiego
Poniższa lista sporządzona na podstawie informacji zamieszczonych w przewodniku po dziełach Schinkla autorstwa Bernharda z 2006, przedstawia wszystkie zrealizowane projekty Schinkla, które zachowały się do dziś.
| Projekt   | Realizacja | Obiekt | Zdjęcie |
| --------- | ---------- | --- | ------- |
| 1818 1820 | 1821–1823  | Kościół w Lidzbarku Warmińskim |         |
| 1822      | 1825–1827  | Kościół ewangelicki w Wielbarku (projekt na bazie uwag Schinkla) |         |
| 1826      | 1829–1833  | Dawny kościół ewangelicki w Dobrym Mieście (projekt na bazie uwag Schinkla) |         |
| 1826      | 1830-1837  | Dawny kościół ewangelicki w Braniewie – obecnie kościół parafialny św. Antoniego (projekt na bazie uwag Schinkla) |         |
| 1844      | 1844       | We wsi Zelki kościół neogotycki z 1844, przebudowany w latach 1932–1934. Niewielka bryła z wieżyczką o hełmie wiciowym, kryty tropem. Wystrój neogotycki, na ścianie ołtarzowej dużych rozmiarów obraz przedstawiający objawienie w Gietrzwałdzie. Obecnie służy jako kościół parafialny parafii Matki Bożej Gietrzwałdzkiej. |         |

Schinkel był również zaangażowany w powstanie projektów następujących budowli:
- 1825–1827: kościoła parafialnego w Giżycku
- 1827: kościoła w Białej Piskiej (wieża według skorygowanych planów Schinkla)
- 1829–1830: kościoła w Kobułtach (poprawki projektu dokonane przez Schinkla – nie wszystkie zostały uwzględnione z uwagi na zaawansowany stan prac budowlanych)
- 1829–1830: kościoła ewangelicko-augsburskiego pod wezwaniem Jezusa Żyjącego (Normalkirche Schinkels) w Lidzbarku
- 1832: kościoła w Sterławkach Wielkich
- 1832–1833: kościoła (Normalkirche Schinkels) w Gąskach
- 1836: pałacu w Silginach
- 1840-1842: kościoła (Normalkirche Schinkels) w Mikołajkach

### Budowle na terenie Rosji
Poniższa lista sporządzona na podstawie informacji zamieszczonych w przewodniku po dziełach Schinkla autorstwa Bernharda z 2006, przedstawia wszystkie do tej pory zachowane dzieła Schinkla, które zostały zrealizowane według planów architekta.
| Projekt | Realizacja | Obiekt                                               | Zdjęcie |
| ------- | ---------- | ---------------------------------------------------- | ------- |
| 1818    | 1819–1821  | Pomnik Michaiła Barclay de Tolly koło Czerniachowska |         |
| 1829    | 1831–1833  | Neogotycka kaplica Aleksandra Newskiego w Peterhofie |         |

Zaprojektowany przez Schinkla kościół staromiejski (niem. Altstädtische Kirche) w Królewcu z 1838 został zniszczony podczas II wojny światowej.

### Budowle na terenie Czech
| Projekt | Realizacja | Obiekt                                                   | Zdjęcie |
| ------- | ---------- | -------------------------------------------------------- | ------- |
| 1817    | 1817       | Neogotycki pomnik poległych w bitwie pod Kulm (Varvažov) |         |

## Znaczenie
Styl Schinkla był kontynuowany przez jego uczniów Ludwiga Persiusa i Friedricha Augusta Stülera, a ich działalność określana jest często mianem Szkoły Schinkla (niem. Schinkelschule).
Trzy lata po śmierci Schinkla, w jego mieszkaniu na drugim piętrze gmachu Akademii Budownictwa urządzono jego muzeum (1844–1873). Od 1852 Stowarzyszenie Architektów i Inżynierów w Berlinie (niem. Architekten- und Ingenieursverein zu Berlin) rozpisuje coroczny konkurs im. Schinkla dla młodych architektów, inżynierów i artystów. W 1996, przy Schinkelplatz, postawiono ponownie pomnik ku czci architekta wykonany przez Friedricha Drakego (1805–1882).
2 marca 2006 Ministerstwo Finansów Niemiec wydało monetę okazjonalną o nominale 10 euro ku czci Karla Friedricha Schinkla.